# Heartstopper (Comicroman)
Heartstopper ist eine britische LGBTQ+-Graphic-Novel, die seit 2022 im deutschsprachigen Raum erscheint. Sie wurde von Alice Oseman geschrieben und gezeichnet. In der Comicserie geht es um das Leben von Nick Nelson und Charlie Spring, wie sie sich treffen und verlieben. Die Serie ist eine erweiterte Adaption von Osemans Novelle Nick und Charlie aus dem Jahr 2015. Die ursprünglichen Charaktere erschienen jedoch bereits 2014 im Roman Solitaire.
Bislang sind fünf Ausgaben im Loewe Verlag erschienen. Die Comicserie erschien außerdem 2022 auf Netflix.

## Inhalt
Die Comicreihe handelt von Nick Nelson und Charlie Spring, zwei britischen Schülern, die zusammen auf die fiktive Jungenschule Truham Grammar School gehen. Charlie ist offen schwul und wurde im vergangenen Schuljahr dafür gemobbt. Nick ist Spieler in der Schul-Rugby-Mannschaft. Als die beiden im neuen Schuljahr vom Lehrer nebeneinandergesetzt werden, lernen sie sich besser kennen und verlieben sich ineinander. Ebenfalls verfolgt die Comicserie auch das Leben und die Beziehungen ihrer Freunde, von denen viele LGBTQ+ sind.

## Charaktere

### Hauptcharaktere
- Nicholas Nelson, „Nick“ genannt, ist ein beliebter Rugbyspieler der 11. Klasse an der Truham Grammar School, der im Leistungsunterricht neben Charlie sitzt
- Charles Spring, „Charlie“ genannt, ist ein Schüler der 10. Klasse der Truham Grammar School, der kürzlich geoutet wurde

### Pariser Squad
- Tao Xu, Charlies bester Freund und später Elles Freund
- Elle Argent, Charlies enge Freundin und später Taos Freundin, die nach ihrem Coming-out als Transgender auf die Higgs Girls School wechselte
- Tara Jones, Nicks lesbische Jugendfreundin, die seine Vertraute wird, als er beginnt, seine Sexualität zu erforschen, und Darcys Freundin
- Darcy Olsson, Taras extrovertierte Freundin
- Aled Last, Charlies schwuler, demisexueller enger Freund und eine der Hauptfiguren in Osemans Roman Radio Silence
- Sahar Zahid, die neue Freundin der Gruppe, die gleichzeitig mit Nick in die Oberstufe kommt

### Weitere Charaktere
- Victoria Spring, „Tori“ genannt, Charlies asexuelle Aro-Spec- ältere Schwester und die Hauptfigur in Osemans Roman Solitaire
- Benjamin Hope, „Ben“ genannt, ein Schüler der Truham Grammar School, mit dem Charlie zunächst eine toxische Beziehung hatte
- Harry Greene, ein homophober Schüler und Mitglied der Rugbymannschaft der Schule
- Oliver Spring, Charlies und Toris jüngerer Bruder
- Jane Spring, Charlies und Toris Mutter
- Julio Spring, Charlies und Toris Vater
- Sarah Nelson, Nicks Mutter, die von seinem Vater Stéphane Fournier geschieden ist
- David Nelson, Nicks älterer Bruder, der Nicks Sexualität leugnet
- Nellie Nelson, Nicks erster Hund, ein Border Collie
- Henry Nelson, Nicks zweiter Hund, ein Mops

## Bände
Heartstopper umfasst derzeit fünf Bände. Diese werden in Englisch seit 2019 durch Hachette Children’s Book und auf Deutsch seit 2022 durch den Loewe Verlag publiziert.
- Heartstopper Volume 1. Übersetzt von Vanessa Walder. Loewe Verlag, Bindlach, 2022, ISBN 978-3-7432-0936-7 (engl. Originaltitel: Heartstopper Volume One. 2018).
- Heartstopper Volume 2. Übersetzt von Vanessa Walder. Loewe Verlag, Bindlach, 2022, ISBN 978-3-7432-0937-4 (engl. Originaltitel: Heartstopper Volume Two. 2019).
- Heartstopper Volume 3. Übersetzt von Vanessa Walder. Loewe Verlag, Bindlach, 2022, ISBN 978-3-7432-1282-4 (engl. Originaltitel: Heartstopper Volume Three. 2020).
- Heartstopper Volume 4. Übersetzt von Vanessa Walder. Loewe Verlag, Bindlach, 2022, ISBN 978-3-7432-1283-1 (engl. Originaltitel: Heartstopper Volume Four. 2021).
- Heartstopper Volume 5. Übersetzt von Anne Brauner. Loewe Verlag, Bindlach, 2023, ISBN 978-3-7432-1799-7 (engl. Originaltitel Heartstopper Volume Five. 2023).

## Fernsehen
Die Comicserie erschien 2022 auf Netflix als gleichnamige Serie, ebenfalls nach der Geschichte von Oseman. Kit Connor und Joe Locke spielen die Hauptcharaktere Nick und Charlie.

## Rezensionen
Gemma McLaughlin, die für The National schrieb, lobte die Romane dafür, dass sie „die Aufmerksamkeit auf sich ziehen“ durch „die kleinen Geschichten, die das Leben ausmachen“, statt durch Wendungen und schweres Drama. Sie nannte die Geschichte „unendlich einladend mit Charakteren, die wie Freunde im echten Leben wirken“, hob Charlie als „äußerst sympathisch“ hervor und lobte die Behandlung seiner geistigen Gesundheit in den Romanen.
Publishers Weekly sagte, dass das „gemütliche Tempo und die Konzentration auf alltägliche Ereignisse […] es der Beziehung der Charaktere ermöglicht, sich auf natürliche, nachvollziehbare Weise zu entwickeln“ und dass der Kunststil den Ton der Geschichte ergänzte. Imogen Russell Williams bezeichnete Osemans Illustrationsstil in der Literaturbeilage The Times als „locker und fließend“ und sagte über die Romane, dass sie „direkt mit Scham, Angst und Unruhe in Berührung kommen und sie sanft ans Licht bringen“. Der AV Club hat den Webcomic in seine Liste der „besten Comics des Jahres 2018“ aufgenommen, wobei Caitlin Rosberg sagte, dass er „am besten durch seine Freundlichkeit sowohl gegenüber den Charakteren als auch gegenüber dem Leser definiert“ wird. Metaphrog hat den Comic auch in die Liste 2019 von The Herald mit den „besten Comics und Graphic Novels des Jahres, ausgewählt von Comic-Schöpfern“ aufgenommen.
Terri Schlichenmeyer vom Washington Blade beschrieb Band eins der Romane als „ein wirklich süßes Buch“ und lobte den verständnisvollen Umgang mit Charakteren, die mit ihrer Sexualität zu kämpfen haben. Sie hatte auch das Gefühl, dass der Realismus des Romans durch die Einbeziehung tyrannischer Charaktere gestärkt wurde.

## Einschränkungen und Kontroversen
Im September 2021 bezeichnete das türkische Ministerium für Familie, Arbeit und soziale Dienste die Veröffentlichung als „schädlich“ und kam zu dem Schluss, dass „einige Elemente in den Büchern schädliche Auswirkungen auf die Moral von Personen unter 18 Jahren haben könnten“. Nach dieser Entscheidung durften Kopien der Bücher in der Türkei nur noch in versiegelten Umschlägen mit der Aufschrift „Gefährlich für Kinder“ verkauft werden.
Im Juli 2023 wurde einer ungarischen Buchhandlung eine Geldstrafe von 12 Millionen Forint (damals etwa 35.900 US-Dollar) auferlegt, weil sie das Buch ohne Verpackung ausstellte. Ungarn hat 2021 ein Gesetz verabschiedet, das den Verkauf von Büchern mit homosexuellen oder transgender Inhalten nur in geschlossenen Verpackungen vorschreibt.
Im August 2023 wurden die Romane vorübergehend aus den Regalen des Bibliothekssystems von Marion County, Mississippi, entfernt, bis sie vom Aufsichtsgremium überprüft wurden, nachdem Beschwerden über ihren LGBT-Charakter und die Einbeziehung von Jungenküssen vorliegen.